# Haroldo Rodas
Roger Haroldo Rodas Melgar (Ciudad de Guatemala, 29 de mayo de 1946-Ib., 14 de junio de 2020) fue un economista, político y diplomático guatemalteco.

## Biografía
Fungió como ministro de relaciones exteriores de Guatemala durante el gobierno de Álvaro Colom. Fue el único ministro de dicha administración que laboró todo el período de cuatro años de gobierno, del 14 de enero del 2008 al 14 de enero del 2012. Anteriormente, también había ocupado el cargo de viceministro de relaciones exteriores durante la administración de Jorge Serrano Elías, del 1 de enero de 1991 al 30 de junio de 1992.
Rodas estudió economía en la Universidad de San Carlos de Guatemala, y obtuvo una maestría en economía internacional en el Instituto Universitario de Altos Estudios Internacionales en Ginebra, Suiza. Antes de ser nombrado canciller, Rodas había sido el Secretario General de la Secretaría de Integración Económica Centroamericana (SIECA) desde abril de 1995.
También trabajó en el Programa de las Naciones Unidas para el Desarrollo (PNUD), el Banco Interamericano de Desarrollo (BID), la Unión de Países Exportadores de Banano, la Organización de los Estados Americanos (OEA) y el GATT.
En 2011, fue condecorado con la Orden Mexicana del Águila Azteca en el grado de Banda.
Falleció el 14 de junio de 2020 a los 74 años a consecuencia de coronavirus.